# 프랑크푸르터 토어역
프랑크푸르터 토어역(U-Bahnhof Frankfurter Tor)은 베를린 프리드리히스하인크로이츠베르크구 프리드리히스하인에 있는 U5의 역이다. 동서 방향으로는 카를마르크스알레(Karl-Marx-Allee)/프랑크푸르터 알레(Frankfurter Allee), 남북 방향으로는 페터스부르거 슈트라세(Petersburger Straße)/바르샤우어 슈트라세(Warschauer Straße)의 교차점에 역이 위치해 있다. 베를린 세관벽의 프랑크푸르트 문은 이 역 서쪽에 있는 베버비제역 인근에 있었으며, 현재의 역명은 동독 시기에 이 자리에 건축된 탑의 명칭에서 따 왔다.

## 역사
베를린 지하철 건설 초기 계획에도 그로세 프랑크푸르터 슈트라세(Große Frankfurter Straße, 오늘날의 카를마르크스알레와 프랑크푸르터 알레)를 따라서 지하철을 건설할 계획이 있었다. 클로스터슈트라세역은 계획 당시 이 방면으로 분기할 계획이 있었으나 제1차 세계 대전으로 취소되었다. 이후 이 자리에 지하철이 건설된 것은 1927년 프리드리히스펠데 방면으로의 지하철 건설이 시작되면서였다. 개통 당시 역명은 페터스부르거 슈트라세(Petersburger Straße)역이었다.
역사는 알프레드 그레난데르가 설계했으며, 단순함을 중점에 둔 근대 건축 양식으로 설계했다. 베버비제역(당시 명칭 메멜러 슈트라세역)의 건축 양식을 거의 그대로 따른다. E선 역사는 역마다 다른 주 색상을 사용했으며, 이 역의 주 색상은 밝은 파란색이다. 바르샤우어 브뤼케역에서 노선을 여기까지 연장할 계획이 있었기 때문에 승강장의 폭이 더 넓게 건설되었다.
1940년 12월 21일 폭격 피해를 입어서 역이 영업을 중단했다. 1945년 2월 3일에도 폭격 피해를 입었고, 1945년 4월에는 E선의 영업이 중단되었다. 란트베어 운하 폭파로 인한 침수 피해를 일부 입었음에도 불구하고 1945년 6월 16일부터 리히텐베르크역까지의 단선 운행이 재개되었고, 6월 23일에는 전 구간에서 구간별 단선 운행이 재개되었다.
1945년 6월 16일 당시 주동독 소련군 사령관이었던 니콜라이 베르자린이 프리드리히스펠데에서 발생한 오토바이 사고로 사망하면서 1946년 페터스부르거 슈트라세가 베르자린슈트라세(Bersarinstraße)로 개칭되었다. 이에 따라 역명 역시 베르자린슈트라세역이 되었다. 1957년에는 지상 교차로 위에 새로운 프랑크푸르터 토어(Frankfurter Tor) 탑 2기가 과거 도시 성문을 연상시키는 형태로 세워졌다. 실제 프랑크푸르트 문은 이 역에서 800 m 정도 서쪽으로 떨어진 곳에 위치해 있다. 동베를린 BVB에서는 프랑크푸르터 토어 완공에 따라서 1958년 1월 1일에 부역명을 추가하여 베르자린슈트라세(프랑크푸르터 토어)역으로 개칭했다가, 같은 해 6월 1일에 프랑크푸르터 토어역으로 개칭했다. 1980년대에 벽면 개보수공사가 진행되었다.
1991년에는 논란 끝에 근처에 있었던 프리드리히스하인구 청사의 이름을 따서 라트하우스 프리드리히스하인(Rathaus Friedrichshain)역으로 개칭되었다. 프랑크푸르터 알레역과의 혼동 가능성으로 인하여 구청사의 이름을 역으로 사용했다. 프리드리히스하인구 청사가 자마리터슈트라세역 인근으로 이전하면서 1996년에 프랑크푸르터 토어역으로 복구했다. 이후 개통 당시 역명인 페터스부르거 슈트라세역으로 다시 개칭되었다가 1998년에 또 다시 프랑크푸르터 토어역이 되었다.
동독 시기에는 승강장 외벽만 보수가 진행되었기 때문에 2003년 9월부터 12월까지 역의 영업을 중단하고 전체 개보수공사가 진행되었다. 이 과정에서 밝은 파란색 에나멜 패널로 승강장 외벽을 마감했고, 수평 방향으로 어두운 파란색 에나멜 패널이 중간에 설치되었다. 승강장 바닥은 화강암 재질로 교체되었고 점자 블록이 설치되었다. 승강장 외벽과 기둥만이 역 건설 당시의 색채를 보존하고 있다.
2009년 초에 바르샤우어 슈트라세 중앙 교통섬 방면으로 출구와 노면전차 승강장이 설치되었다.

## 인접 철도역
베를린 버스 N5번, 베를린 노면전차 M10, 21번과 환승할 수 있다.
| 베를린 지하철 5호선  | 베를린 지하철 5호선 | 베를린 지하철 5호선        |
| -------------------- | ------------------- | -------------------------- |
| 베버비제 중앙역 방면 | U5                  | 자마리터슈트라세 회노 방면 |

## 참고 문헌
- Peter Bock (Hrsg.): U5 Zwischen Alex und Hönow. Geschichte(n) aus dem Untergrund. GVE e. V., Berlin 2003, ISBN 3-89218-079-2.